# スタッフォードシャー
スタッフォードシャー（英: Staffordshire, Staffs., [ˈstæfərdʃɪər, -ʃər];）は、イングランドのウェスト・ミッドランズに位置する典礼カウンティ。北西でチェシャーと、東でダービーシャーおよびレスターシャーと、南東でウォリックシャーと、南でウェスト・ミッドランズおよびウスターシャーと、西でシュロップシャーと隣接する。州都はスタッフォード、最大都市はストーク＝オン＝トレント。
面積は1,713平方キロメートル、人口は110万人あまり。主要都市としてストーク＝オン＝トレント、タムワース、ニューカッスル＝アンダー＝ライム、バートン＝アポン＝トレント、スタッフォード、リッチフィールドなどが挙げられる。行政上は非大都市圏カウンティに分類され、9つの地区（ディストリクト）とストーク＝オン＝トレント単一自治体からなる。ウォルソール、ウェスト・ブロムウィッチ、ウルヴァーハンプトンといったウェスト・ミッドランズ・カウンティの北西部も、かつてはスタッフォードシャーに所属していた。
北部はペナイン山脈の南端にあたり、ピーク・ディストリクト国立公園がある。南部も山がちで、キャノック・チェイス特別自然美観地域 (AONB) やナショナル・フォレストが広がっている。州内の大部分がトレント川やその支流の流域で、ビダルフ近郊を水源を発したトレント川は南西に流れ、スタッフォードの東でまずサウ川と合流し、次にテイム川と合流したうえで進路を北東に変え、バートン＝アポン＝トレントのすぐ下流でダービーシャーに入る。
州内には鉄器時代の墳墓や古代ローマの野営地の跡が数多く残る。6世紀になると、アングル人が入植した。州のシンボルである「スタッフォードの結び目」が刻まれた最古の例は、ストーク大聖堂の墓地にアングル人が建てた十字架である。スタッフォードシャー自体は、スタッフォードがマーシアの首都となった10世紀初頭に成立した。その後は比較的落ち着いた歴史を歩んだが、産業革命を迎えると急速に工業化した。北スタッフォードシャー炭鉱が開発され、州南部の製鉄・自動車産業に燃料を供給した。今日もっとも有名な名産品は陶器で、製作されるボーンチャイナはリモージュ磁器によく似ているといわれる。

## 歴史
かつて、州内はカトルストーン、オフロウ、パイアヒル、シーズドン、トットモンスロウの5つの村落（ハンドレッド）からなっていた。
スタッフォードシャーの範囲はもともと、都市カウンティのウェスト・ミッドランズの大部分を含むものであった。1888年地方自治法にもとづき1889年に設立されたスタッフォードシャー行政州は、スタッフォードシャーを管轄するものであったが、南部のウルヴァーハンプトン、ウォルソール、ウェスト・ブロムウィッチの各特別市（ブラック・カントリーと呼ばれる地域）、および北部のハンリーは除外された。同法はまた、もともとウォリックシャーとにまたがっていたタムワースとダービーシャーとにまたがっていたバートン・アポン・トレントについて、全域をスタッフォードシャーに編入した。リッチフィールドは1553年、メアリー1世が独立自治区に指定して以来、1888年までスタッフォードシャーのほかの地域とは別個の行政が敷かれていた。
1911年にハンズワースがバーミンガムの、1928年にはペリー・バーがウォリックシャーの特別市にそれぞれ移行した。1901年には東部のバートンが特別市となり、同じくブラック・カントリー地域のスメジックが1907年にこれに続いた。1910年には陶器の産地として知られるハンリーなど6つの町が合併し、ストーク・オン・トレントという特別市となった。
1926年、州境の改変が行われ、ダドリー特別市議会が購入した土地にプライオリー団地を新たに造成できるようにするため、セジリーの東部がウスターシャーに移管された。
1966年には、ブラック・カントリー地域で大規模な行政再編が実施された。イングランド地方行政委員会の勧告にもとづき、新たに特別市が複数設置された。従来のスメジック特別市とロウリー・レジス市はウスターシャーのオールドベリー市と合併し、ウスターシャーのウォーリー特別市となった。一方、もともとウスターシャーの飛び地状態であったダドリー特別市は拡大し、スタッフォードシャーとの結びつきを強めた。これによって、スタッフォードシャー行政州は特別市の虫食い状態となった。
1972年地方行政法の成立によって、1974年4月1日、ブラック・カントリー地域の各特別市とスタッフォードシャーのオールドリッジ＝ブラウンヒルズ市街地区はバーミンガムやソリフル、コベントリーなどとともに都市カウンティとしてのウェスト・ミッドランズに改変された。特別市制度は廃止され、ストークはスタッフォードシャーの非都市ディストリクトとなったが、1997年4月1日にバーナム委員会の勧告にもとづいて再びスタッフォードシャーとは独立した単一自治体となった。

## 著名な出身者
- ギルド・ウェリング - エフェクタービルダー
- ルパート・エヴァンス - 俳優
- レミー・キルミスター - ミュージシャン